# Chiclayo
Chiclayo este un oraș din Peru.